# Amos Wako
Amos Wako (31 juli 1945) is een Keniaans voormalig procureur-generaal en senator. Tussen 1985 en 1992 was hij lid van het Mensenrechtencomité van de Verenigde Naties en speciaal gezant naar onder meer Suriname.

## Biografie
Amos Wako werd geboren in Kenia. Hij slaagde als bachelor in economie aan de universiteit van Londen en als bachelor en master in rechten aan respectievelijk de universiteit van Dar es Salaam en de universiteit van Londen.
Hij werkte vanaf maart 1969 voor Kaplan & Stratton en was partner van april 1972 tot mei 1991, toen hij werd benoemd tot procureur-generaal. Hij behield zijn positie als procureur-generaal tijdens de overgang van Daniel Arap Moi naar Mwai Kibaki. Hij had te maken met het langdurige Goldenberg-corruptieschandaal. Hij werd in 2011 opgevolgd door Githu Muigai.
Wako was lid van de faculteitsraad Rechtsgeleerdheid van de Universiteit van Nairobi. Hij bekleedde talrijke functies in regionale en internationale organen op het gebied van constitutioneel en bestuursrecht. Hij was van 1978 tot 1980 secretaris-generaal van de vereniging van de Afrikaanse Balie en de eerste secretaris-generaal van de  Inter-Afrikaanse Unie van Advocaten. Hij was van 1979 tot 1981 voorzitter van de Juridische Orde van Kenia. Tussen 1985 en 1992 was hij lid van het Mensenrechtencomité van de Verenigde Naties en reisde meerdere keren als gezant naar Suriname, ten tijde van het militaire regime en de Binnenlandse Oorlog. 
Hij sloot zich in 2012 aan bij de Oranje Democratische Beweging en werd verkozen voor de senaatszetel van Busia County, die hij van 2013 tot 2017 bekleedde. Vanwege corruptie hebben hij, zijn vrouw en zijn kind een reisverbod naar de Verenigde Staten.